# Five Daughters Bakery
A Five Daughters Bakery é uma cadeia americana de padaria familiar com seis locais (Tennessee, Geórgia e Flórida) de propriedade de Isaac e Stephanie Meek. Fundada em 2015, a padaria é conhecida por fazer donuts. Eles são conhecidos por fazer o donut de 100 camadas, que leva três dias para ser feito. O donut característico é um cruzamento entre um donut e um croissant: um cronut.

## Detalhes
A padaria foi fundada na casa do casal em Franklin, Tennessee, e recebeu o nome das cinco filhas da família Meek: Dylan, Lucy, Maggie, Evangeline e Constance. A padaria usa ingredientes orgânicos e óleo de semente de uva para fritar. A empresa ficou nacionalmente conhecida pelo 100 Layer Donut de três polegadas de espessura. Muitas celebridades expressaram sua paixão por esse donut.
Em 2018, a empresa abriu um local em Atlanta, Geórgia. Em 2019, a empresa abriu um segundo local na Geórgia e vários na Flórida.